# 澳門鈔報
《澳門鈔報》是一份曾在澳門出版的葡文報紙，由昔日澳門的葡萄牙保守派出版，於1824年開始發行，以取代葡萄牙立憲派的《蜜蜂華報》。

## 背景
澳門的葡萄牙立憲派在1822年取得了澳門的政權，並創辦《蜜蜂華報》以社論、讀者來函形式攻擊轄區內的葡萄牙保守派。直至1823年9月23日，葡萄牙保守派突然潛入議事亭前地奪回政權後，保守派亞利鴉架宣佈《蜜峰華報》為內容惡毒。次年，葡萄牙保守派便發行《澳門鈔報》取代《蜜蜂華報》。

## 出版
《澳門鈔報》於1824年1月3日(即清道光四年)開始出版，共50期。後來因財政問題，《澳門鈔報》出版至1826年12月16日便停刊。直至1839年1月17日(清道光十九年)，一份同名周報創刊，該報的社長兼總編輯為彼亞度（Manuel Maria Dias Pegado）。《澳門鈔報》內容同樣以政論為主，共出版32期。